# Костучиха
Костучиха — деревня в Себежском районе Псковской области России. Входит в состав сельского поселения Себежское.

## География
Находится на юго-западе региона, в северной части района, в лесной местности около небольшого озера.
Уличная сеть не развита.

## История
В XIX веке земли поселения Костутиха входили в состав Псковской губернии.
В 1941—1944 гг. местность находилась под фашистской оккупацией войсками Гитлеровской Германии. В июне 1943 года была сожжена фашистами. В XXI веке усилиями поисковиков стали известны имена погибших у деревни солдат, партизан, мирных жителей: Иванов Михаил, герой-партизан (перезахоронен); Иванова Анна (Нюра); Иванов Гена; беженец-старик (Ф. И. О. неизвестны); беженка Люба; 4-летний сын Володя; Иванов Филипп Иванович, унтер-офицер царской армии; дочь Френя и внук Гена; Семёнова Евдокия (Доня); внучка Валя (Ф. И. О. неизвестны). Среди солдат: +Михайлов Борис Алд, гв.ряд, 1922 г.р., убит 13 июля 1944 г., юг-восток 200 м;
+Горелов Евсей Григорьевич, гв.ст. с-т, 1902 г.р.; +Дитятин Иосиф Степанович, гв.ряд., 1896 г.р.;+Ципля Дмитрий Фимович, гв.ряд.1925 г.р.;+Плохих Михаил Иванович, гв.ряд., 1925 г.р.- Мардашов Николай Алд., гв. ряд., (сестра, Москва, Васильева Елиз. Алд.);- Коротченко Василий Макарович, ком. отд., Кемер. обл., Прокопьевск; Дворецкий Илларион Тарасович, 1901 г.р. гв. ряд., Омская обл., жена Матрёна Мих-н
До 1995 года деревня входила в Томсинский сельсовет. Постановлением Псковского областного Собрания депутатов от 26 января 1995 года все сельсоветы в Псковской области были переименованы в волости и деревня стала частью Томсинской волости.
В 2010 году Томсинская волость, вместе с Костучиха и другими населёнными пунктами, была влита в состав нового муниципального образования «сельское поселение Себежское».

## Население
| 2001 | 2002 | 2010 |
| ---- | ---- | ---- |
| 2    | ↗4   | →4   |

Согласно результатам переписи 2002 года, в национальной структуре населения русские составляли 100% от общей численности в 4 чел..

## Инфраструктура
Личное подсобное хозяйство. На карте конца XIX века Костутиха обозначена с 8 дворами .
Воинское захоронение в д. Костучиха. Захоронены 2 неизвестных партизана.

## Транспорт
Деревня доступна по просёлочным дорогам.